# Котяча кав'ярня

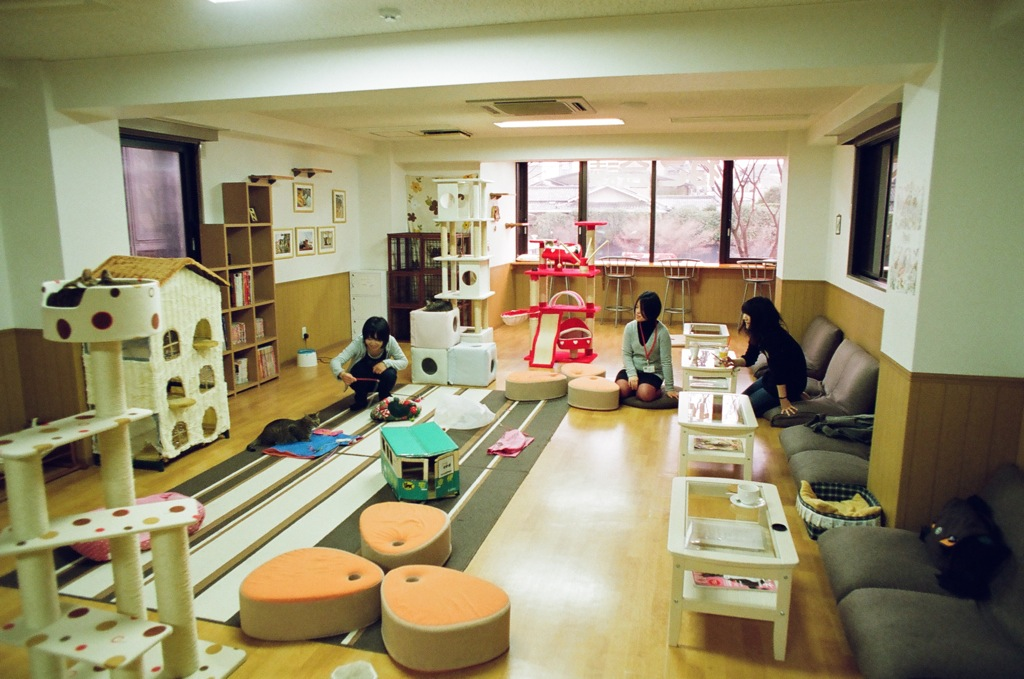
Кото-кав'ярня в Кіото, Японія

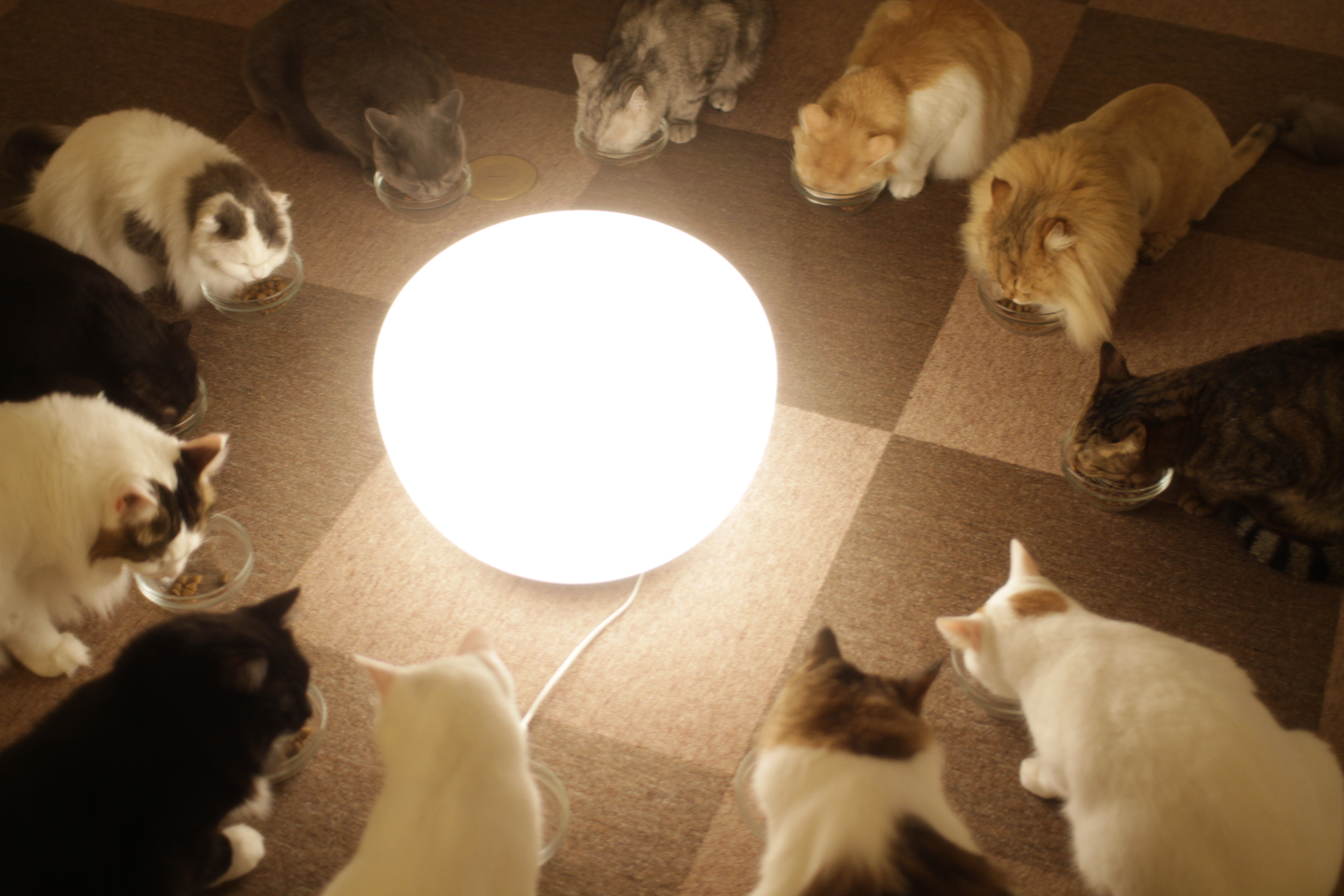
Їжа на 12 персон, Японія

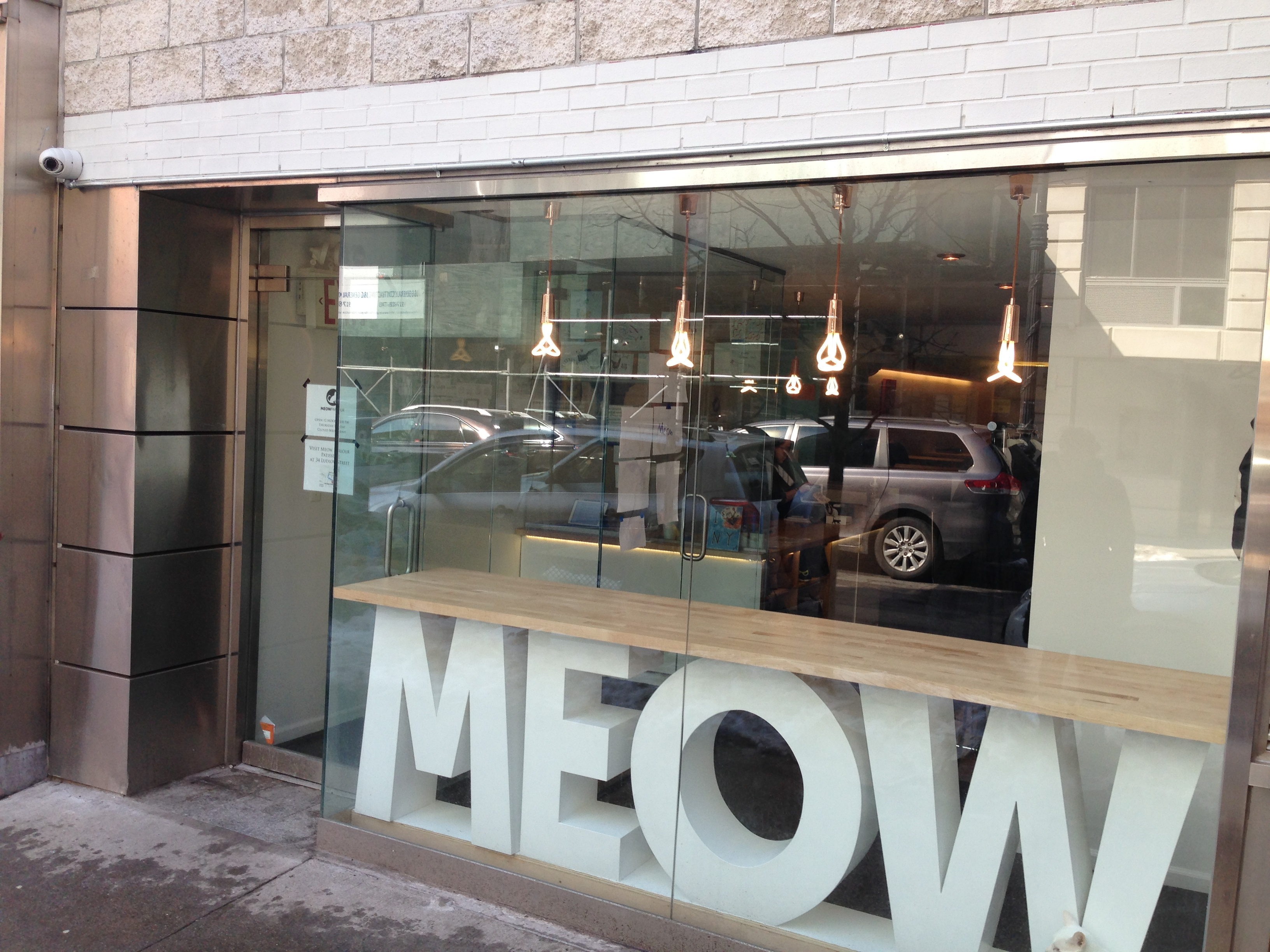
Кото-кав'ярня в Нью-Йорку, США

Котяча кав'ярня, котокав'ярня, котокафе — кав'ярня, де любителі котячих можуть провести дозвілля в компанії домашніх котів.
Виникненню закладів сприяло те, що у деяких країнах існують обмеження на утримання домашніх тварин, зокрема кішок.

## Історія виникнення
Перша у світі котяча кав'ярня була відкрита в місті Тайбей, Тайвань, в 1998 році. Кав'ярня стала відомим місцем і навіть приваблювала іноземних туристів. Перша кото-кав'ярня на Японських островах була відкрита в Осаці в 2004 році. Потім подібні кав'ярні відкрилися в інших містах і на сьогодні тільки в Токіо їх існує кілька десятків.
Пізніше мода на котячі кав'ярні перемістилася до Європи та Америки. Перша така кав'ярня відкрилася у Відні в 2012 році, пізніше вони з'явилися в Німеччині — в Мюнхені, Берліні та Кельні. Перші котячі кав'ярні у Франції з'явилися в Парижі в 2013 році та Ліоні в 2014. У 2015 році подібна кав'ярня відкрилася в Ризі, Латвія. Є такі кав'ярні в Санкт-Петербурзі та Москві (Росія).
В Канаді та США перші котячі кав'ярні з'явились у 2014.

## Котячі кав'ярні в Україні
В Україні перша кото-кав'ярня відкрилася 5 червня 2015 у Львові на вул. Ст. Бандери, 47а. Там мешкають 20 кішок різних порід. В липні 2015 відкрилося «Cat Cafe» в Черкасах, на вулиці Байди Вишневецького, 19, де мешкають 15 котів. У Харкові відкрилась кото-кав'ярня "Киці та кава" на вулиці Гуданова, 4/10, де мешкають 14 кішок. Особливістю кав'ярні є те, що туди не пускають з дітьми до 12 років.